# Canal des Jésuites
Le canal des Jésuites est un canal qui s’étendait d’une porte des fortifications, à l’angle des rues Jean-sans-Peur et Gombert, au canal des Molfonds (emplacement de la rue des Molfonds). Comme lui, de nombreux petits canaux non navigables parcouraient la ville de Lille avant leur couverture ou leur remblaiement  à la fin du XIXe siècle.

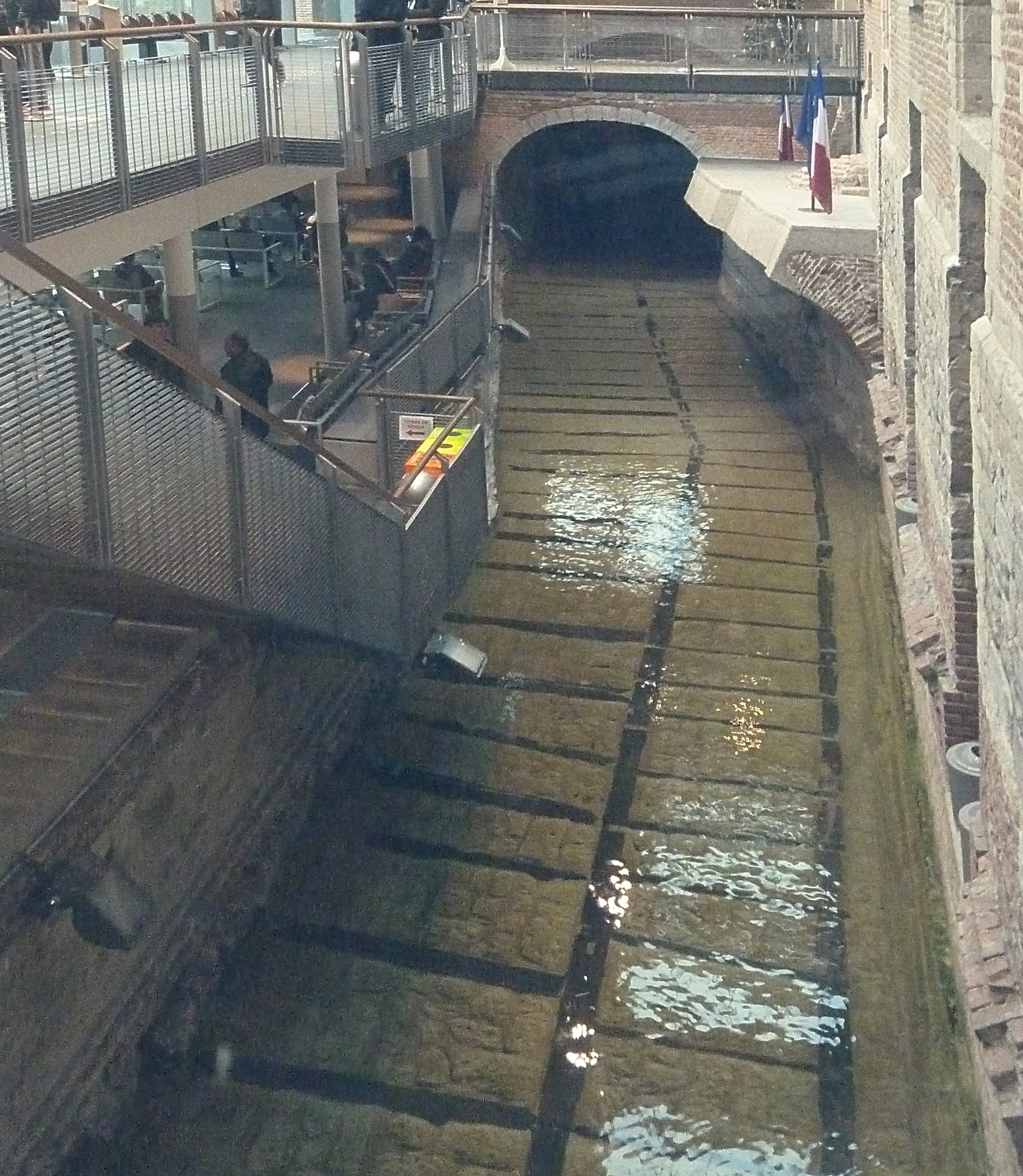
Porte d'eau du canal des Jesuites, Lille

## Description
Le canal alimenté par la cunette, comportant une écluse pouvant retenir les eaux ou les libérer pour le désenvaser en aval, entrait dans la ville par une porte d’eau, la grille des Jésuites, traversait le terrain du collège, passait sous la rue des Jésuites (de l’hôpital militaire) longeait l’abreuvoir des Jésuites (actuel square Morisson) passait entre les propriétés des rues de Béthune et des Molfonds ; passait sous le pont de la rue des Molfonds et rejoignait le canal des Molfonds. 
Sa largeur variait de trois à cinq mètres.

## Origine du nom
Le canal tire son nom du collège des Jésuites établi de part et d’autre de ses rives au début du XVIIe siècle. 

## Historique
L’origine du canal est un bras de la Deûle jusqu’à l’emplacement du square Morisson, puis le fossé de l’enceinte du  XIIIIe siècle à l’extérieur de l’îlot Rihour jusqu’à proximité de la tour de Rihour. Au-delà de cet emplacement, approximativement à l’angle de la rue des Fossés et de la Vieille-Comédie, le fossé ou cunette alimentait les canaux intérieurs de la ville. 
Lors de l’agrandissement de la ville de 1603 qui a reporté l’enceinte jusqu’à l’angle des actuelles rues Jean-sans-Peur et Gombert, ces voies d’eau s’écoulent à l’intérieur de la ville et deviennent le canal des Jésuites. Ce canal alimentait, par l’intermédiaire du canal des Molfonds, vers le nord-ouest, le canal de la Vieille Comédie suivi du canal des Poissonceaux, vers le nord-est le canal des Boucheries et parallèlement le canal de la rue de Paris suivi du canal des Ponts-de-Comines.
Le canal est recouvert à l’intérieur du collège des Jésuites en 1713, l’abreuvoir des Jésuites qui devient le square Morisson en 1879, la partie en aval de cet abreuvoir jusqu'au canal des Molfonds au cours du XIXe siècle.
Dans la traversée de l’ancien collège des Jésuites, ensuite Hôpital Militaire, devenus locaux de la Préfecture, le canal et sa voute sont bien conservés (site non accessible au public).

## Annexe

#### Monographies
- Jean Caniot, Les canaux de Lille (première partie), 2006 (ISBN 9782952478311), p. 143-150